# Bernard Musson
Bernard Musson (Cormeilles-en-Parisis, 22 febbraio 1925 – Parigi, 29 ottobre 2010) è stato un attore francese.

## Biografia
Attore francese attivo in oltre trecento produzioni tra cinema e televisione, prese parte a sei film diretti da Luis Buñuel.
Morì a Parigi nel 2010.

## Filmografia parziale
- C'est arrivé à Paris, regia di Henri Lavorel e John Berry (1952)
- Un capriccio di Caroline chérie (Un caprice de Caroline chérie), regia di Jean-Devaivre (1952)
- Schiavitù (L'esclave), regia di Yves Ciampi (1953)
- Lucrezia Borgia (Lucrèce Borgia), regia di Christian-Jaque (1953)
- Il caso Maurizius (L'Affaire Maurizius), regia di Julien Duvivier (1954)
- Il grande giuoco (Le Grand jeu), regia di Robert Siodmak (1954)
- Margherita della notte (Marguerite de la nuit), regia di Claude Autant-Lara (1955)
- Bonjour sourire!, regia di Claude Sautet (1956)
- A colpo sicuro (Les Truands), regia di Carlo Rim (1957)
- L'uomo dall'impermeabile (L'Homme à l'impermeable), regia di Julien Duvivier (1957)
- I miserabili (Les misérables), regia di Jean-Paul Le Chanois (1958)
- La vedova elettrica (Le septième ciel), regia di Raymond Bernard (1958)
- La vacca e il prigioniero (La Vache et le Prisonnier), regia di Henri Verneuil (1959)
- Archimede le clochard, regia di Gilles Grangier (1959)
- Tutto l'oro del mondo (Tout l'or du monde), regia di René Clair (1961)
- La congiura dei potenti (Le Miracle des loups), regia di André Hunebelle (1961)
- I leoni scatenati (Les Lions sont lâchés), regia di Henri Verneuil (1961)
- Le tentazioni quotidiane (Le diable et les dix commandements), regia di Julien Duvivier (1962)
- Sciarada (Charade), regia di Stanley Donen (1963)
- Sciarada alla francese (Cherchez l'idole), regia di Michel Boisrond (1963)
- Il delitto Dupré (Les bonnes causes), regia di Christian-Jaque (1963)
- Il diario di una cameriera (Le journal d'une femme de chambre), regia di Luis Buñuel (1964)
- Due uomini in fuga... per un colpo maldestro (Une souris chez les hommes), regia di Jacques Poitrenaud (1964)
- L'amante infedele (La seconde vérité), regia di Christian-Jaque (1966)
- Bella di giorno (Belle de Jour), regia di Luis Buñuel (1967)
- Il più grande colpo del secolo (Le Soleil des voyous), regia di Jean Delannoy (1967)
- Il clan dei siciliani (Le clan des siciliens), regia di Henri Verneuil (1969)
- La via lattea (La Voie lactée), regia di Luis Buñuel (1969)
- La vampira nuda (La Vampire nue), regia di Jean Rollin (1970)
- Dossier 212: destinazione morte, regia di Jean Delannoy (1970)
- La favolosa storia di Pelle d'Asino (Peau d'Âne), regia di Jacques Demy (1970)
- Portami quello che hai e prenditi quello che vuoi (Les caprices de Marie), regia di Philippe de Broca (1970)
- Il commissario Pelissier (Max et les Ferrailleurs), regia di Claude Sautet (1971)
- Il fascino discreto della borghesia (Le charme discret de la bourgeoisie), regia di Luis Buñuel (1972)
- Come si distrugge la reputazione del più grande agente segreto del mondo (Le magnifique), regia di Philippe de Broca (1973)
- L'insolente - Il più crudele tra quelli della mala (L'Insolent), regia di Jean-Claude Roy (1973)
- Il giorno dello sciacallo (The Day of the Jackal), regia di Fred Zinnemann (1973)
- Il fantasma della libertà (Le fantôme de la liberté), regia di Luis Buñuel (1974)
- Quell'oscuro oggetto del desiderio (Cet obscur objet du désir), regia di Luis Buñuel (1977)
- Quella strada chiamata paradiso (588, Rue Paradis), regia di Henri Verneuil (1992)